# Mykola Bouratchek
Mykola Hryhorovytch Bouratchek (en ukrainien : Микола Григорович Бурачек) est un peintre impressionniste ukrainien et pédagogue né le 16 mars 1871 à Letychiv et mort le 12 août 1942 à Kharkiv.
Mykola Bouratchek a étudié à l'école de dessin de Kiev à la fin des années 1890 et sous la direction du peintre Jan Stanisławski (en) à l'Académie des Beaux-Arts de Cracovie de 1905 à 1910. Il a également étudié à Paris dans l'atelier d'Henri Matisse de 19010 à 1911. Sa première exposition a eu lieu en 1907.
Entre 1917 et 1922, il enseigne à l'Académie d'art d'Ukraine à Kiev et ensuite à l'Institut d'art d'état de Kiev et à l'université nationale de théâtre film et télévision de Kiev (école de musique et théâtre Mykola Lyssenko) à Kiev. Il part ensuite à Kharkiv pour devenir le recteur de l'institut d'art de Kharkiv en 1925. En 1934, il retourne à Kiev et enseigne à l'Institut d'art d'état de Kiev.
Mykola Bouratchek a également travaillé pour des théâtres comme scénographe. En 1934 il a travaillé pour les théâtres de Kharkiv comme scénographe pour la pièce Maroussia Tchouraï d'Ivan Mykytenko notamment. En 1937 il travaille pour le théâtre de Donetsk.
Il peint avec virtuosité sur le mode impressionniste des paysages ukrainiens comme Aube sur le Dniepr (1934), Pommiers en fleurs (1936) et Le large Dniepr hurle et gémit (1941).

## Écrits
Burachek a également écrit des ouvrages d'histoire de l'art comme :
- Moïé jyttia (Ma vie, 1937) ;
- Velyky narodny khoudojnyk (Le Grand artiste national, 1939), une monographie sur Taras Chevtchenko ;
- Des essais sur Alexandre Mourachko, Nikolaï Samokich, Sergueï Vassilkovski, Mykhaïlo Jouk (uk) et d'autres artistes.

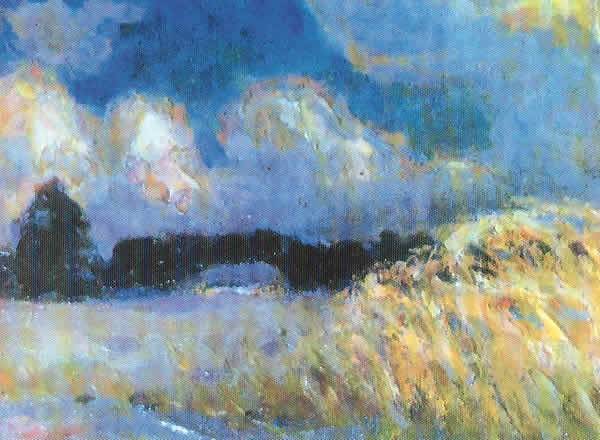
Avant l'orage (1929)
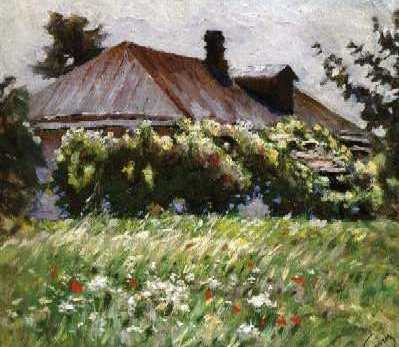
Jour d'été.
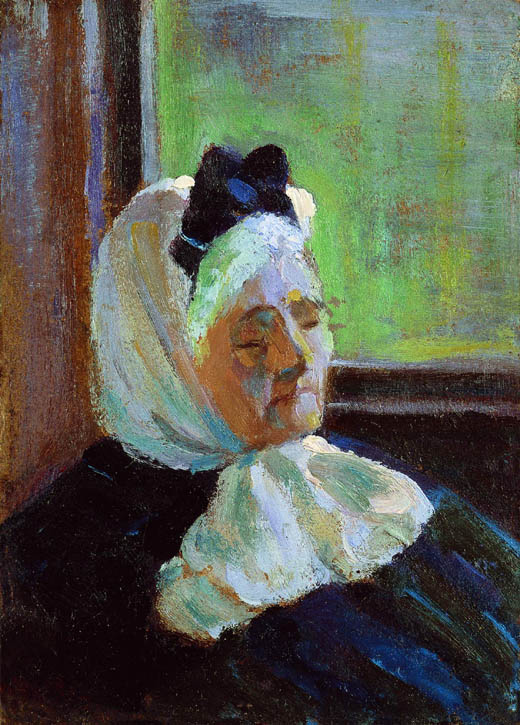
Une vieille femme
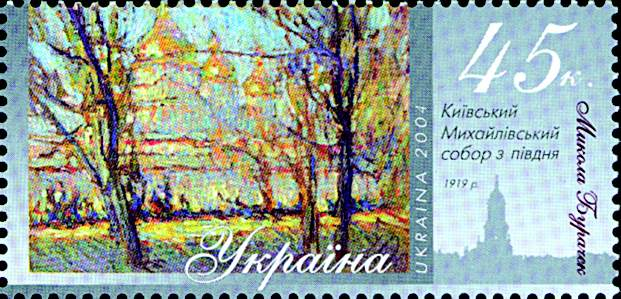
En 2004 un timbre de la poste ukrainienne est tiré d'une peinture de Burachek de 1919, le dôme de la cathédrale Saint Michel